# Facivermis
Facivermis (que significa "gusano antorcha") es un género de lobópodo sésil cuyos fósiles fueron hallados de los esquistos de Maotianshan en el Cámbrico inferior de China.

## Anatomía
Facivermis era una criatura parecida a un gusano de hasta 90 mm de largo. Su cuerpo estaba dividido en tres secciones. La sección anterior tenía cinco pares de apéndices de igual tamaño con dos filas setales a lo largo de los márgenes. La sección media era alargada y cinco veces más larga que la anterior o la posterior. La sección posterior tenía forma de pera y tres filas de ganchos que rodeaban el ano.

## Clasificación

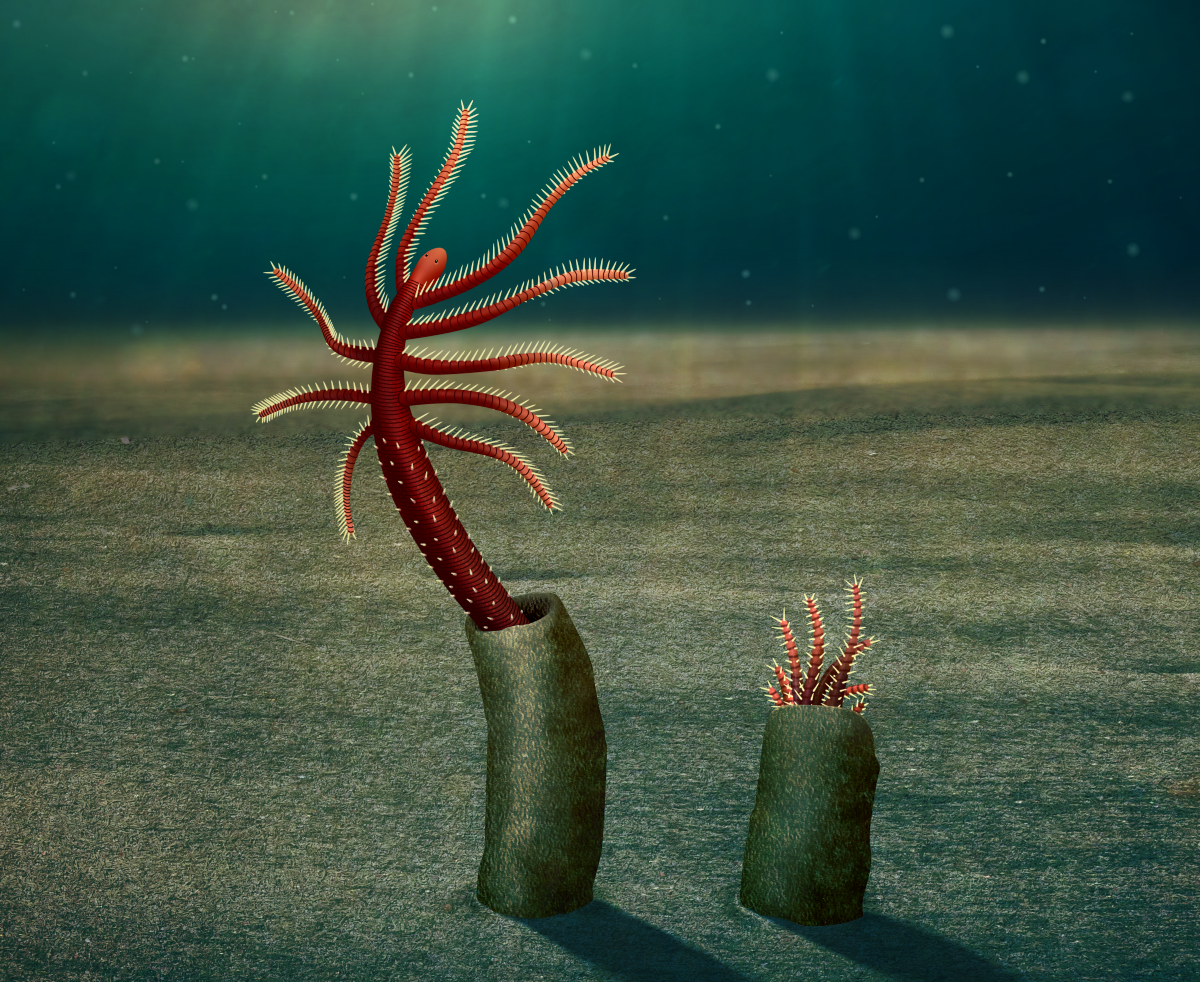
Reconstrucción de Facivermis en su hábitat, dentro de su madriguera tubular

Los que describieron a Facivermis consideraron que era un gusano poliqueto. También se ha propuesto una afinidad con el inusual linaje de crustáceos Pentastomida, pero se considera poco probable. Sin embargo, desde su descubrimiento, la mayoría de las pruebas han apoyado que se trata de un lobópodo. Liu et al. establecen una comparación con el conocido lobópodo Miraluolishania. Liu et al. también señalan que el extremo en forma de pera tiene un gran parecido con la probóscide de los gusanos priapúlidos si se interpreta que es el extremo anterior. Los restos fragmentarios del posible priapúlido "Xishania" longiusula se parecen mucho al extremo en forma de pera de Facivermis, por lo que Huang et al. asignaron "X." longiusula a Facivermis como una segunda especie. En 2020, se encontraron nuevos especímenes del organismo con un tubo conservado, lo que demostró que se trataba de un gusano tubular sésil como lobópodo perteneciente a Luolishaniidae, con un posterior bulboso.

## Ecología
Facivermis se interpretó anteriormente como un depredador que se anclaba en el sedimento con su extremo posterior como un gancho y utilizaba sus apéndices anteriores para atrapar a sus presas. Un fósil tiene un posible bradórido conservado en su intestino. Los nuevos especímenes sugieren un estilo de vida similar al de los gusanos plumeros, con los ganchos anteriores utilizados para anclarse en el sedimento.